# Stardust (gra komputerowa)
Stardust – gra komputerowa typu strzelanka pierwotnie wydana przez fińską firmę Bloodhouse w 1993 roku na komputery Amiga. 
Gra została najpierw przeniesiona na PC, ale nie przez programistów oryginalnej wersji. Zawierała liczne niedoróbki. Następnie w roku 1994 ukończona została wersja dla Atari STE i wydana przez Daze Marketing.
Rozszerzona wersja gry dla Amig z chipsetem AGA została wydana w 1996 roku, a następnie także dla PC. Nazywała się Super Stardust. Wydana na płycie CD zawierała ścieżkę dźwiękową autorstwa Slusnik Luna, FMV, przyspieszoną rozgrywkę, nowe poziomy i wrogów.
W kwietniu 2007 roku Sony Computer Entertainment wydało Super Stardust HD dla PlayStation 3.